# Hypocoela viridicolor
Hypocoela viridicolor là một loài bướm đêm trong họ Geometridae.